# Kommende Malenburg

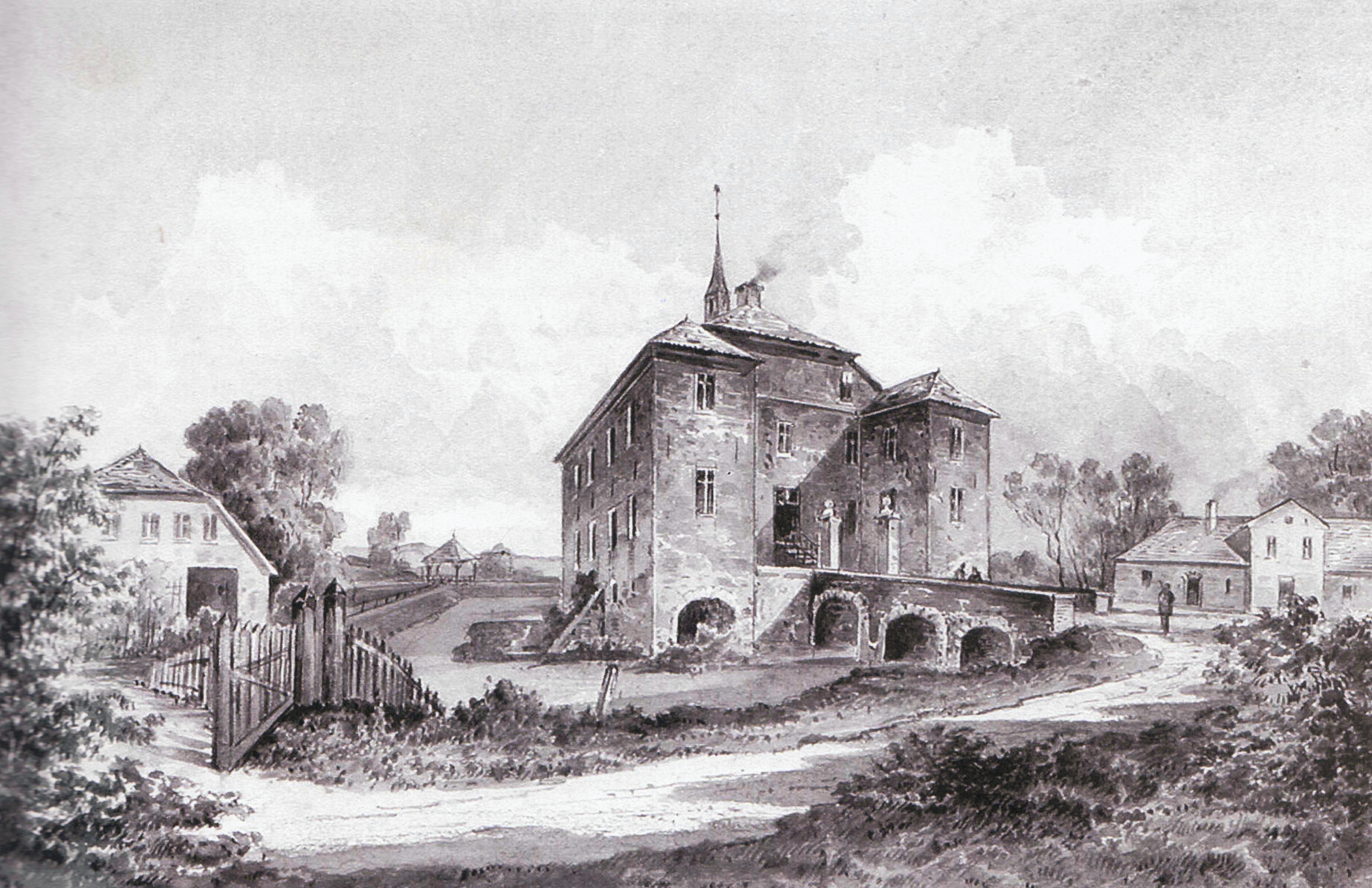
Haus Malenburg um 1880, westliche Ansicht

Die Kommende Malenburg war eine südwestlich des Dorfes Ahsen gelegene Niederlassung des Deutschen Ordens, die zur Ballei Westfalen gehörte.

## Geschichte
Die Kommende war eine Nachfolgeeinrichtung der Kommende Waldenburg bei Attendorn. 1692 kaufte die Ballei für 20.000 Reichsthaler das freiadlige Gut Malenburg im kurkölnischen Vest Recklinghausen, gelegen in der Bauerschaft Bockum und der Pfarrei Datteln. Die Holzgebäude, welche bereits über 100 Jahre alt und in keinem guten Zustand waren, wurden erst unter dem 5. Komtur restauriert und renoviert, auch wenn die Kommende bereits um das Jahr 1700 eine kleine Kapelle erhalten hatte.
Die Einkünfte der Kommende, welche zwischen 800 und 1000 Reichsthalern lagen, entstammten landwirtschaftlichem Eigenanbau, Pachten und Zinsen. Da die Ausgaben erheblich niedriger waren, konnte die Kommende jährlich gute Überschüsse erwirtschaften. Zur Malenburg gehörte auch eine Mühle.
Im Verlauf der Säkularisation wurde die Kommende am 9. August 1806 durch die Domänenverwaltung des Herzogtums Aremberg eingezogen. Proteste des Ordens konnten die endgültige Übernahme jedoch noch bis 1809 hinauszögern.
Die Kapelle und das Kommendengebäude wurden im Zweiten Weltkrieg zerstört und die Trümmer danach vollständig abgetragen.

## Komture
1. Henrich von Böselager (1692/93)
2. Georg Levin von Nagel (1695–1704)
3. Rosier Gottfried von Dellwig (1705–1712)
4. Moritz Ferdinand von Korff zu Harkotten (1713–1716)
5. Franz Gaudenz Xerxes von Westrem (1706–1718)
6. Johann Heidenreich von Ketteler (1718–1722)
7. Franz Wilhelm von Schade (1724–1726)
8. Raban Henrich von Haxthausen (1732–1736)
9. Gottgab Matthias Alexander von Geldern (1736–1768)
10. Friedrich von Lippe (1769–1793)
11. Friedrich Ernst von Spiegel (1794–1808)